# William Pengelly
William Pengelly, FRS FGS (Looe, Cornualha, 12 de janeiro de 1812 – 16 de março de 1894) foi um geólogo e arqueólogo britânico, um dos primeiros a contribuir evidências para a prova de que a cronologia bíblica da formação da Terra calculada pelo arcebispo James Ussher estava errada.

## Biografia
Nascido em East Looe, na Cornualha, filho de um capitão do mar, ele deixou a escola aos 12 anos para se juntar à tripulação de seu pai. Retornando a Looe ainda na adolescência, ele passou muito tempo lendo e aprendendo matemática. Por volta de 1836 mudou-se para Torquay e abriu uma escola diurna ensinando de acordo com o método pestalozziano da moda. Em 1846, ele desistiu de sua escola de sucesso para se tornar um professor particular e também começou a lecionar em vários assuntos científicos - uma carreira que continuou pelo resto de sua vida.
Pengelly publicou seu primeiro artigo científico em 1849, sobre fósseis de peixes encontrados em East Cornwall. Este foi o primeiro de cerca de 120 artigos sobre geologia, paleontologia e pré-história humana que ele publicaria. Em 1862, Pengelly revisou a geologia dos depósitos de lignito terciário de Bovey Tracey em um importante artigo lido para a Royal Society, e no ano seguinte foi eleito membro da sociedade.
O desejo de Pengelly de educar o levou a fundar a Torquay Young Men's Society (mais tarde Torquay Mechanics 'Institute), a Torquay Natural History Society e (em 1862) a Devonshire Association for the Advancement of Literature, Science, and Art (agora The Devonshire Associação). Ele também contribuiu com documentos para as transações da Royal Geological Society of Cornwall.
Pengelly se casou com sua prima, Mary Ann Mudge, em 1838. Eles tiveram três filhos, antes de ela morrer em 1851. Dois anos depois, ele se casou com Lydia Spriggs, membro de uma família quacre, e teve duas filhas. A mais jovem, Hester, tornou-se sua biógrafa. Hester tornou-se escritora e, em 1902, casou-se com Henry Forbes Julian, engenheiro de minas, fundador do Royal Automobile Club e co-escritor de Cyaniding Gold and Silver Ores. Julian afundou com o Titanic.

## Contribuições para a ciência
A contribuição mais significativa de Pengelly para a ciência foi seu trabalho em cavernas em Devon e sua ocupação humana. Ele escavou na Caverna Kents em Devon seguindo o trabalho anterior feito pelo Padre John MacEnery, e encontrou evidências semelhantes (ferramentas de sílex do Paleolítico e os ossos de animais extintos nos mesmos estratos) como MacEnery. Pengelly teve a vantagem de trabalhar em uma época de pensamento geológico e religioso mais aberto, o que lhe permitiu encontrar apoio e financiamento para a publicação de sua obra e de MacEnery, mas os céticos conseguiram se opor às suas descobertas, alegando que isso seria possível posteriormente a intrusão em camadas anteriores não poderia ser descartada em uma caverna tão freqüentemente escavada.
Em 1858, no entanto, uma caverna recém-descoberta - Windmill Hill Cavern - ofereceu uma chance definitiva de testar as teorias de Pengelly. Sob os auspícios (e supervisão) da Royal Society e da Geological Society, ele e o arqueólogo John Evans puderam conduzir uma investigação científica sobre a pré-história britânica. Ao expor uma folha de estalagmite ininterrupta cobrindo o chão da caverna e, em seguida, demonstrar abaixo dela a coexistência de ossos de leão das cavernas e rinoceronte lanudo com pederneiras feitas por humanos, Pengelly foi capaz de provar triunfantemente a defesa da presença ancestral do homem da Idade da Pedra. Posteriormente, Pengelly retornou à Caverna Kents em 1864, para passar mais quinze anos em trabalhos de escavação cuidadosos para estabelecer a coexistência do homem com uma fauna totalmente extinta. Seu trabalho, junto com o de pioneiros como Jacques Boucher de Crèvecœur de Perthes, produziu argumentos fundamentados contra a cronologia bíblica tradicional.
Pengelly, em várias ocasiões, trocou cartas com Charles Darwin, entre outros, descrevendo os resultados obtidos. Essas cartas são uma questão de registro. As descobertas de Pengelly levaram-no a concluir (entre outros, como John Evans) que a cronologia bíblica tradicional não parecia corresponder às suas pesquisas, um caso defendido vigorosamente por eles em 1859.
Com referência à sua eleição para a Royal Society em 1863:
A lista de signatários é significativa:
- Charles Babbage - inventor do computador
- John Lee - Presidente da Royal Astronomical Society 1861-63
- Sir Charles Lyell - o pai da Geologia Britânica
- Hugh Falconer - geólogo escocês
- Sir Roderick Murchison - Geólogo escocês descreveu o Sistema Siluriano
- Sir Andrew Ramsay - Geólogo Escocês, Diretor Geral de Pesquisa Geológica
- Rev. John Barlow - Secretário da Royal Institution da Grã-Bretanha 1843-1860
- Leonard Horner - Geólogo Escocês, Presidente da Sociedade Geológica 1846 e 1860
- Joseph Beete Jukes - geólogo inglês - levantamento inicial de Terra Nova (1839-40), primeiro mapa completo da geologia da Austrália (1850)
- John Percy - Médico
- Charles Manby - Engenheiro Civil
- Também James Yates, Henry Bristow (Geologia), Charles Daubeny (Químico), B Stewart (Físico), Prof. David Ansted (Kings College London).